# Gloster TC.33
Il Gloster TC.33 fu un aereo da trasporto militare quadrimotore e biplano, sviluppato dall'azienda aeronautica britannica Gloster Aircraft Company nei primi anni trenta e rimasto allo stadio di prototipo.
Realizzato per rispondere a una specifica dell'Air Ministry britannico, non riuscì a ottenere alcun contratto di fornitura e il suo sviluppo venne interrotto.

## Storia del progetto
Nel 1928 l'Air Ministry, il ministero che in quel periodo era responsabile dell'intera gestione dell'aviazione nel Regno Unito, emise una specifica, indicata come C.16/28, per la fornitura di un nuovo modello destinato a ricoprire i ruoli sia di bombardiere che di aereo da trasporto tattico. Tra le caratteristiche richieste vi erano la capacità di trasportare 30 militari completamente equipaggiati o l'equivalente di carico utile in attrezzature militari o bombe da caduta per una distanza di 1 200 mi (circa 1 930 km) senza scalo.
Il concorso richiamò l'attenzione di alcune aziende nazionali che sfociarono in 5 diversi modelli: Bristol Type 115 e Type 116, Gloster TC.33, Handley Page HP.43 e Vickers Type 163.
La Gloster (precedentemente Gloucestershire) Aircraft Co. era tradizionalmente legata alla realizzazione di modelli monomotore e fino al 1930, tranne per l'A.S.31, modello non progettato dall'azienda ma basato de Havilland DH.67B, non aveva ancora avviato lo sviluppo di un plurimotore. L'ufficio tecnico, con la supervisione dell'ingegnere Henry Folland, elaborò il progetto di un velivolo, indicato dall'azienda come TC.33 (troop carrier - trasporto truppe), quadrimotore, che resterà l'unico con tale configurazione propulsiva mai realizzato. Il velivolo era inoltre caratterizzato da una velatura biplana, con piani alari realizzati con struttura metallica rivestita in tela trattata, a scalamento nullo, dotati di un angolo di freccia pari a 7° e collagati tra loro da una singola coppia di montanti interalari per lato. Di particolare foggia era l'ala inferiore, che risultava con profilo ad ala di gabbiano rovesciata. La propulsione era affidata a quattro motori Rolls-Royce Kestrel montati in configurazione traente-spingente in due gondole poste tra le ali il cui raffreddamento era affidato ad un impianto a evaporazione. Il carrello d'atterraggio presentava una struttura deformabile e ammortizzata con gambe di forza che insistevano sul longherone anteriore dell'ala inferiore.

## Utilizzatori
Regno Unito
- Royal Air Force

### Pubblicazioni
- (EN) THE GLOSTER " TROOP CARRIER ", in Flight, 4 ottobre 1923,  pp. 531-2. URL consultato il 17 giugno 1932.